# 녹색당–유럽 자유동맹

녹색당-유럽 자유동맹(영어: Greens–European Free Alliance)은 유럽 의회의 녹색 정치와 지역주의 성향의 정치 그룹으로,
1999년에 녹색 그룹과 유럽 급진 동맹, 두 정치 그룹이 합작하며 본 그룹이 탄생했다.